# Tương

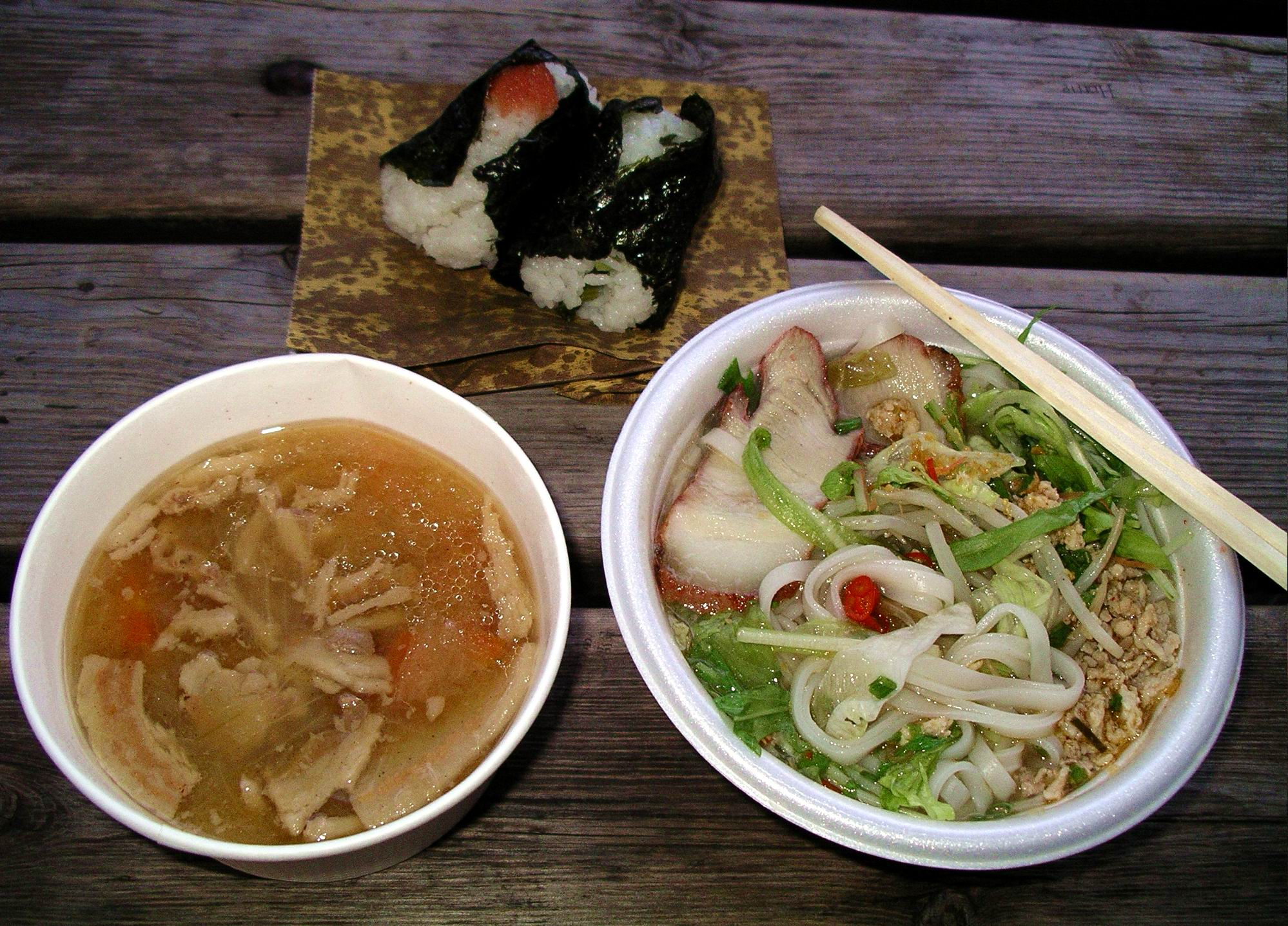
Pho con onigiri y tonjiru. Estos platos suelen emplear Tương como condimento.

Se denomina Tương en la cocina vietnamita a una variedad de condimentos que emplean pasta de judías fermentadas elaboradas con soja y que son empleadas con gran frecuencia en los platos de la cocina vietnamita. El término tương se refiere por regla general a una pasta salada que se emplea en preparaciones vegetarianas.

## Usos
Se suele emplear como condimentos en los platos elaborados. Es frecuente su uso como salsa para hacer dipping de rollos de verano (gỏi cuốn). La pasta, que generalmente posee un color marrón, se elabora mediante la adición de un hongo (Aspergillus oryzae) en el instante en el que se tostan la soja, de esta forma fermenta en un recipiente de barro. Con este proceso desarrolla un sabr umami. Para elaborar la pasta se suele empelar igualmente arroz glutinoso o polvo de maíz y sal. El Tương es muy similar a la pasta de soja amarilla de la cocina china.
- Datos: Q7862790